# Phil Ivey
Phil Ivey (Riverside (Californië), 1 februari 1976) is een professionele pokerspeler uit de Verenigde Staten. Hij won op de World Series of Poker 2014 voor de tiende keer een WSOP-titel, waarvan negen in verschillende spelvormen. Daarnaast won Ivey onder meer het $9.900 No Limit Hold'em - WPT Championship Event van de L.A. Poker Classic 2008 en daarmee zijn eerste World Poker Tour-titel.
Ivey verdiende tot en met mei 2021 meer dan $31.300.000,- in pokertoernooien (cashgames nog buiten beschouwing gelaten). Naast hem won alleen Doyle Brunson zowel een WPT-toernooi als tien (of meer) WSOP-titels. In 2017 werd hij toegevoegd aan de Poker Hall of Fame.

## The Corporation
Ivey maakte van 2001 tot en met 2004 deel uit van gelegenheids-pokerteam The Corporation. Van 2004 tot 2011 speelde Ivey bij het pokerhuis Full Tilt Poker. Hij verliet Full Tilt Poker door de gevolgen van Black friday waarbij de Amerikaanse spelers niet meer online konden spelen, Phil Ivey vond dat zijn naam te schande werd gemaakt omdat Full Tilt Poker te langzaam uitbetalingen deed aan de Amerikaanse spelers. Hij heeft een rechtszaak aangespannen tegen deze pokerroom. Ook om deze redenen besloot hij niet mee te doen aan de WSOP 2011.
Ivey was al jong geïnteresseerd in het pokeren. Als minderjarige jongen reisde hij regelmatig af naar Atlantic City en gebruikte een vals identiteitsbewijs om in de casino's daar te kunnen pokeren. In 1999 won Ivey zijn eerste World Series of Poker Titel in de pot-limit Omaha. In de daaropvolgende jaren wist hij meerdere grote toernooien te winnen; in 2002 won hij drie WSOP-armbanden, nog een in 2005 en in 2009 twee armbanden. Tussen 2002 en 2009 eindigde Ivey vier keer in de top 25 van het Main Event. In 2003 werd hij 10e en in 2009 wist hij de finaletafel te halen (7e), waarin hij werd uitgeschakeld door Darvin Moon's A♦ Q♠.
Ivey was te zien in (onder meer) seizoen drie van het televisieprogramma High Stakes Poker. Naast pokeren is Ivey ook een liefhebber van golf. Hij werd derde in het eerste World Series of Golf. Dit is een combinatie tussen golf en pokeren, waarbij de deelnemers bij elke hole moeten inzetten of opgeven.
Ivey diende eind mei 2011 een aanklacht in tegen Tiltware LCC. In een officiële mededeling liet hij weten afstand te nemen van Full Tilt Poker en niet deel te nemen aan de WSOP in 2011.
Ivey nam in 2012 wel weer deel aan de WSOP en behaalde dat jaar zeven geldprijzen, waarvan vijf aan finaletafels. In 2013 won hij zijn negende WSOP-titel en zijn eerste daarvan op de World Series of Poker Asia Pacific. Hier won hij het A$ 2.200 Mixed Event. Ivey won op de World Series of Poker 2014 vervolgens als vierde speler ooit zijn tiende WSOP-titel, na Phil Hellmuth, Doyle Brunson en Johnny Chan. Hij won met zijn toernooizege ook een weddenschap die hij samen met Daniel Negreanu voor het evenement had uitgeschreven. Hij en Negreanu hadden gewed dat minimaal een van hen tweeën dat jaar een (Amerikaans) WSOP-toernooi zou winnen. Letterlijk iedereen die voor minimaal $5000,- en maximaal $1.000.000,- (win/verlies-verhouding 1:1) tegen hen wilde wedden, werd uitgenodigd om deze weddenschap aan te gaan.
Ivey won in 2014 ook de A$ 250.000 No Limit Hold'em - $250,000 Challenge van de Aussie Millions, waarmee hij $3.582.753,- toevoegde aan zijn bankrekening. Een jaar later won hij dit toernooi opnieuw en haalde hij nog $1.710.854,- binnen.

## World Series of Poker bracelets
| Jaar       | Toernooi                                           | Prijs     |
| ---------- | -------------------------------------------------- | --------- |
| WSOP 2000  | $2.500 Pot Limit Omaha                             | $195.000  |
| WSOP 2002  | $2.500 7 Card Stud Hi/Lo                           | $118.440  |
| WSOP 2002  | $2.000 S.H.O.E.                                    | $107.540  |
| WSOP 2002  | $1.500 7 Card Stud                                 | $132.000  |
| WSOP 2005  | $5.000 Pot Limit Omaha                             | $635.603  |
| WSOP 2009  | $2.500 No Limit Deuce to Seven Draw                | $96.361   |
| WSOP 2009  | $2.500 Omaha Hi/Lo / 7 Card Stud Hi/Lo             | $220.538  |
| WSOP 2010  | $3.000 H.O.R.S.E.                                  | $329.840  |
| WSOPA 2013 | $A 2.200 Mixed Event                               | $A 51.840 |
| WSOP 2014  | $1.500 Eight Game Mix                              | $167.332  |
| WSOP 2024  | $10.000 Limit 2-7 Lowball Triple Draw Championship | $347.440  |